# Highlands, Texas
Highlands là một nơi ấn định cho điều tra dân số (CDP) thuộc quận Harris, tiểu bang Texas, Hoa Kỳ. Năm 2010, dân số của nơi này là 7522 người.

## Dân số
- Dân số năm 2000: 7089 người.
- Dân số năm 2010: 7522 người.